# Nishimura Koji
Koji Nishimura (sinh ngày 7 tháng 7 năm 1984) là một cầu thủ bóng đá người Nhật Bản.

## Sự nghiệp câu lạc bộ
Koji Nishimura đã từng chơi cho Kyoto Sanga FC và Nagoya Grampus.